# Helene Olafsen
Helene Olafsen, née le 21 février 1990 à North Vancouver, est une snowboardeuse norvégienne spécialisée dans la discipline du snowboardcross.

## Carrière
À tout juste 16 ans, Helene Olafsen est médaillée de bronze aux Championnats du monde de 2007 Arosa à la surprise générale, n'ayant jamais participé auparavant à une épreuve de coupe du monde.
Elle confirme rapidement ce résultat par une première victoire en coupe du monde à Stoneham en mars 2007.
Elle est sacrée championne du monde du snowboardcross en 2009 à Gangwon (Corée du Sud) devant un duo suisse composé d'Olivia Nobs et de Mellie Francon.
En 2010, aux Jeux olympiques de Vancouver elle échoue au pied du podium.

## Palmarès

### Championnats du monde
- Championnats du monde de 2007 à Arosa (Suisse) :
  -  Médaille de bronze en snowboardcross.
- Championnats du monde 2009 à Gangwon (Corée du Sud):
  -  Médaille d'or en snowboardcross.
- Championnats du monde de 2013 à Stoneham (Canada) :
  -  Médaille de bronze en snowboardcross.

### Coupe du monde

#### Palmarès
- Meilleur classement général : 9e en 2009.
- Meilleur classement du snowboardcross : 4e en 2007.
- Meilleur classement du half-pipe : 28e en 2008.
- 11 podiums dont 4 victoires en snowboardcross.